# Mayfield Heights
Mayfield Heights est une ville du comté de Cuyahoga, dans l’État de l’Ohio. Lors du recensement de 2010, sa population s’élevait à 19 155 habitants. Sa superficie totale est de 10,83 km2.

## Source
- (en) Cet article est partiellement ou en totalité issu de l’article de Wikipédia en anglais intitulé « Mayfield Heights, Ohio » (voir la liste des auteurs).